# 炉城街道
炉城街道（藏語：མདོ་ཁྲིན་རྡལ།，威利转写：mdo khrin rdal），原炉城镇，是中华人民共和国四川省甘孜藏族自治州康定市下辖的一个街道办事处。打曲（雅拉河）、折曲（折多河）在此汇集成康定河。2016年12月，四川省人民政府批准同意康定市撤销炉城镇，设立炉城街道办事处和榆林街道办事处。

## 行政区划
炉城街道下辖以下村级行政区划单位：
向阳社区、水井子社区、子耳社区、光明社区、子耳坡村、鱼龚村、清泉一村、清泉二村、白土坎村、大风湾村、菜园子村、升航村、柳杨村和大河沟村。